# Cervignano del Friuli
Cervignano del Friuli (Carvignan en frioulan) est une commune italienne de 14 000 habitants, de la province d'Udine dans la région autonome du Frioul-Vénétie Julienne en Italie.

## Administration
| Période                                  | Période | Identité | Étiquette | Qualité |
| ---------------------------------------- | ------- | -------- | --------- | ------- |
|                                          |         |          |           |         |
| Les données manquantes sont à compléter. |         |          |           |         |

### Hameaux
Scodovacca, Strassoldo, Muscoli

### Communes limitrophes
Aiello del Friuli, Bagnaria Arsa, Ruda, Terzo d'Aquileia, Torviscosa, Villa Vicentina